# قسم تشناران الريفي (مقاطعة تشناران)
قسم تشناران الريفي (بالفارسية: دهستان چناران) هي منطقة ريفية تقع في قسم في إيران. يقدر عدد سكانها بـ 17,109 نسمة .